# 황혼에서 새벽까지 2
《황혼에서 새벽까지 2》(영어: From Dusk Till Dawn 2: Texas Blood Money)는 미국에서 제작된 스콧 스피걸 감독의 1999년 서부극 공포 비디오 영화이다. 1998년 영화 《황혼에서 새벽까지》의 속편이다. 로버트 패트릭 등이 출연하였고, 마이클 S. 머피 등이 제작에 참여하였다.

## 줄거리
탈옥한 은행 강도 루서는 옛 동료들을 다시 규합하기 시작한다. 그러나 은행을 털기 직전 루서는 티티 트위스터의 바텐더 레이저와 친구 빅터에게 쫓긴 끝에 물려 흡혈귀가 된다.
루서는 범행 과정에서 동료들을 한 명씩 물어버리고, 벅을 제외한 전원이 흡협귀가 되고 만다. 벅은 홀로 은행에서 뛰쳐나온 뒤 텍사스 레인저와 SWAT팀에게 항복하면서 평범한 상대가 아니라고 경고하지만 이는 진지하게 받아들여지지 않는다. 결국 유혈이 낭자하는 사태가 벌어지고 마는데...

## 출연
- 로버트 패트릭 - 벅 바워스 역
- 보 홉킨스 - 텍사스 레인저 오티스 로슨 역
- 두에인 휘터커 - 루서 헤그스 역
- 뮤즈 왓슨 - C.W. 나일스 역
- 브렛 해럴슨 - 레이 밥 역
- 레이먼드 크루즈 - 지저스 드레이븐 역
- 대니 트레이호 - "레이저" 에디 역
- 제임스 파크스 - 텍사스 레인저 에드거 맥그로 역
- 스테이시 부어즈와 - 마시 역
- 마리아 체카 - 루페 역
- 티퍼니 시슨 - 팸 역
- 브루스 캠벨 - 배리 역
- 조 버지 - 빅터 역
- 스콧 스피걸 - 포르노 영화 감독 역

## 기타 제작진
- 라인 제작: 러셀 D. 마코위츠
- 미술: 펠리페 페르난데스 델파소
- 의상: 로라 커닝햄